# Strategisches Entwicklungsprogramm Bahninfrastruktur
Als Bahn 2030 wurden die Planungen des Schweizerischen Bundesamtes für Verkehr und der Schweizerischen Bundesbahnen für die Weiterentwicklung des Bahnsystems in der Schweiz über das Jahr 2030 hinaus bezeichnet. Bahn 2030 war als das Nachfolgeprojekt von Bahn 2000 und der Zukünftigen Entwicklung der Bahninfrastruktur (ZEB) konzipiert.
Unter der neuen Bezeichnung Ausbauschritt 2025 wurde das Projekt Bahn 2030 von der Schweizer Regierung neu geplant, das neue Ausbauprogramm sieht einen etappenweisen Ausbau des Schienennetzes vor. Mit der Botschaft zu FABI wurde auch gleich ein erster Ausbauschritt 2025 festgelegt. Es umfasst eher kleinere Projekte, sodass sich das Gesamtpaket auf 6,4 Milliarden Franken beläuft. Grössere Ausbauvorhaben wie der Brüttenertunnel, der Tiefbahnhof Luzern (neu Durchgangsbahnhof Luzern), der Ausbau des Lötschbergbasistunnels oder das Herzstück Basel werden im Strategischen Entwicklungsprogramm Bahninfrastruktur, kurz STEP, aufgelistet und in die nächsten Ausbauschritte aufgenommen. Das Gesamtpaket FABI mit dem neuen Fonds, dem BIF und dem STEP wurde im Sommer 2013 von der Bundesversammlung verabschiedet. In der darauf folgenden obligatorischen Volksabstimmung vom Februar 2014 wurde es vom Volk mit über 62 Prozent Ja-Stimmen angenommen.

## Beschreibung
Mit Bahn 2030 wurden zunächst zwei Varianten mit einem Kostenrahmen von 12 Mrd. CHF bzw. 21 Mrd. CHF verfolgt. Diese sollten jeweils nach Abschluss der ZEB-Projekte ab 2017 in Angriff genommen werden und sich über einen Zeitraum von rund 25 Jahren erstrecken. Mit dem neuen Programm FABI werden die Projekte in drei bis vier Ausbauschritten geplant und realisiert. Der erste ist der Ausbauschritt 2025, den das Schweizer Parlament im Sommer 2013 beschlossen hat und der in der obligatorischen Volksabstimmung im Februar 2014 gutgeheissen wurde.
Hierzu sollen etwa Perron-Verlängerungen durchgeführt werden, damit längere Doppelstockzüge unter anderem in Bern, Basel und Lausanne halten können. Zwischen Basel und Luzern, Zürich und Chur sowie Locarno und Lugano soll die Bahninfrastruktur für einen Halbstundentakt ausgebaut werden. Der Realisierungshorizont für diesen Abschnitt ist das Jahr 2025, parallel zu den Ausbaumassnahmen der NEAT und der ZEB.

## Einzelprojekte
Als Projekte von STEP werden geprüft:
- Verdichtung Jurasüdfuss inkl. Ligerztunnel
- Verdichtung Lausanne–Genf
- Beschleunigung Luzern–Zürich mit Zimmerberg-Basistunnel II
- Halbstundentakt Bern–Visp
- Angebotsverbesserung Biel–Basel und Biel–Zürich
- Halbstundentakt Intercity Zürich–Chur
- Angebotsverbesserungen Biel–Delsberg–Delle/Basel
- Entlastung Güterverkehr Raum Baden
- Entflechtung Basel Ost
- Wisenbergtunnel (dritter Juradurchstich)[1][2][3]
- NEAT-Zufahrten im Norden und Süden
- Brüttener Tunnel
- Siviriez–Villars-sur-Glâne
- Heitersbergtunnel II

## Finanzierung
Am 1. Januar 2016 ist die Gesetzgebung für den Bahninfrastrukturfonds (BIF) in Kraft getreten. Der BIF geht einerseits im bisherigen Fonds (FinöV) auf und wird gemäss Artikel 87a Absatz 2 Buchstabe d der Bundesverfassung aus folgenden bisherigen und neuen Quellen gespeist (in Klammern der Betrag in Millionen CHF gemäss Voranschlag 2017, total 4'654):
- 2 Mehrwertsteuer-Promille, davon 1 Promille befristet von 2018 bis 2030

maximal 2/3 der LSVA-Erlöse
- 9 Prozent der Mineralölsteuereinnahmen, befristet bis 2030
- 2,3 Milliarden Franken aus der allgemeinen Bundeskasse, die bis 2015 für Betrieb und Substanzerhalt der Infrastruktur aufgewendet wurden; der Betrag wird jährlich der Teuerung und dem Wirtschaftswachstum angepasst
- 500 Millionen Franken als Beitrag der Kantone, wobei sich der Anteil jedes Kantons nach den bestellten Personen- und Zugkilometern im Regionalverkehr richtet[6]
- 2 Prozent der Einnahmen der direkten Bundessteuer der natürlichen Personen, entsprechend den Mehreinnahmen durch die Begrenzung des Fahrkostenabzugs auf 3000 Franken